# جوليان بارهام
جوليان بارهام (بالإنجليزية: Julian Barham)‏ هو لاعب كرة مضرب أمريكي، ولد في 23 فبراير 1965 في ريفرسايد في الولايات المتحدة.

## وصلات خارجية
- جوليان بارهام على موقع رابطة محترفي التنس (الإنجليزية)
- جوليان بارهام على موقع الاتحاد الدولي لكرة المضرب (الإنجليزية)